# 118-о средно училище „Акад. Людмил Стоянов“
118 средно училище „Акад. Людмил Стоянов“ се намира в София, в ж.к. Младост 1. Патрон на училището е Людмил Стоянов.
Историята на 118 СУ се гради на традициите в българското образование, на стремежа към непрекъснато усъвършенстване и модернизиране на учебно-възпитателния процес, използване на високите технологии и работа по различни програми и проекти. Основният приоритет в работата на преподавателите от 118 СУ е формиране на знания и умения за активно взаимодействие със социалната среда и реализация в живота. Доверието на родители и ученици към висококвалифицираните преподаватели и към техния отговорен начин на обучение прави 118 СУ едно от предпочитаните училища в град София.

## История
Училището основано през 1971 година като основно училище. Негов пръв директор е г-жа Гинка Йонкова, а зам. директор – г-жа Иванка Генова. През 1973 г. става ЕСПУ и има първи випуск горен курс. А на 6 февруари 1974 г. с указ на Народното събрание училището получава името „Людмил Стоянов“.

## Именити възпитаници
- Възпитаниците на гимназията са специалисти в различни области:
- Лекари – Мария Лилова, Мая Петрова, Росен Джибирски, Румяна Павлова, Станислав Ценов;
- Актьори и режисьори – Светозар Кокаланов, Андрей Слабаков, Силвия Първанова, Ернестина Шинова, Десислава Знаменова, Христо Шопов;
- Юристи – Петя Стоянова, Павлина Кръстева; Районни съдии – Николай Енчев, Красимир Калушев, Вера Чочкова;
- Историци – Маргарита Богунска, Галина Колева;
- Служители на МВР – Димитър Методиев, Христо Минчев;
- Политолози – Лили Богунска, Александър Кенаров;
- Инженери – Христо Кондов, Надежда Шулева, Анджей Гайдарджиев (Andrzej Gajdardziew);
- Икономисти – Таня Минголова, Николай Недев;
- Микробиолози – Антонио Димитров, Виржиния Тошева